# Antony Jameson

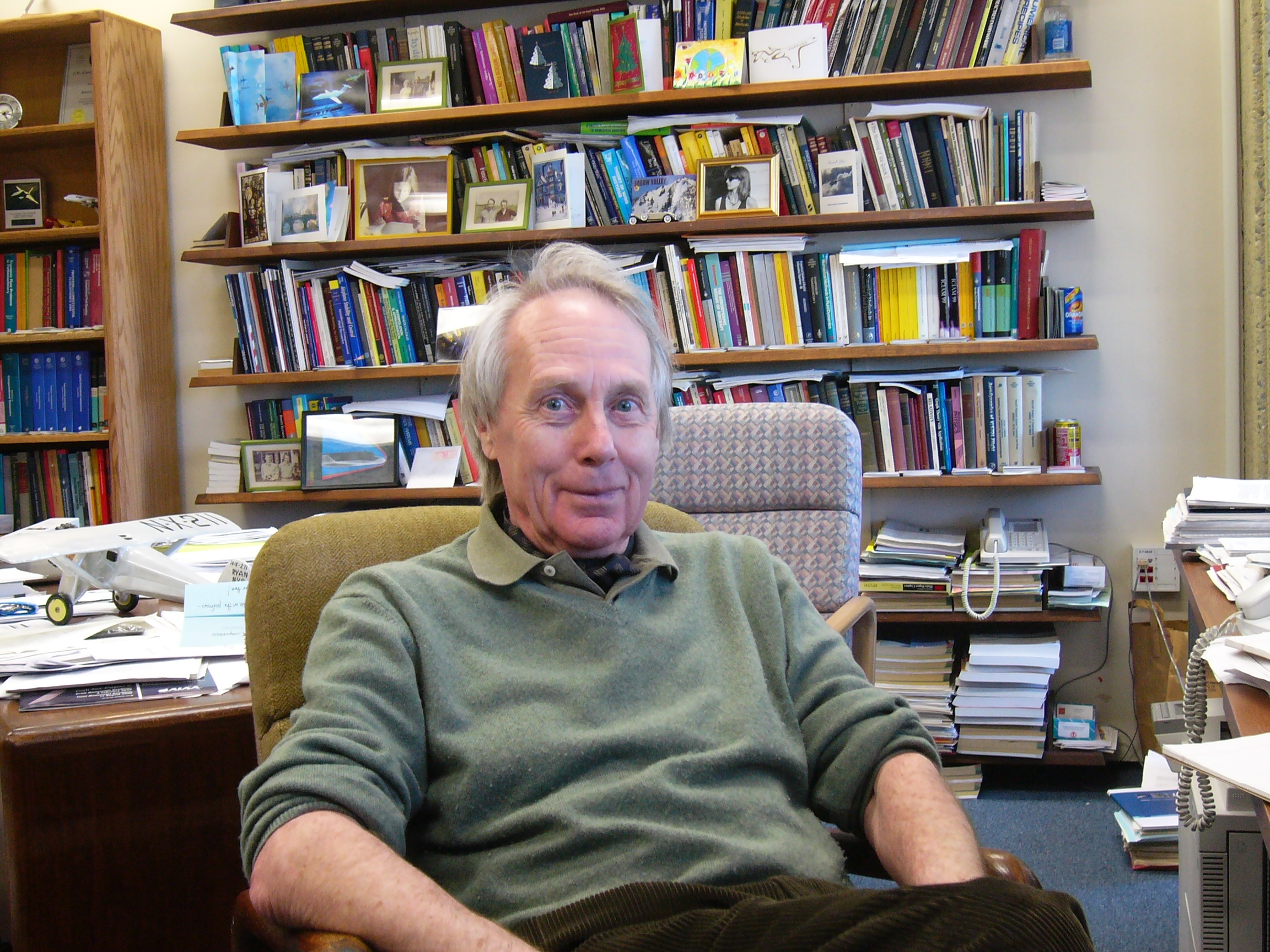
Antony Jameson (2008)

Antony Jameson (* 1934 in Gillingham, Kent) ist ein britischer Ingenieurwissenschaftler für Aerodynamik und Flugzeugtechnik und Angewandter Mathematiker.
Jameson war Sohn eines britischen Offiziers (Brigadier Oscar Jameson) und wuchs als Kind teilweise in Indien auf, wo sein Vater stationiert war. Er besuchte 1948 mit einem Stipendium das Winchester College und diente 1953 bis 1955 als Leutnant in der britischen Armee in Malaysia. Zurück in England arbeitete er kurz bei Bristol Aero-Engines in der Entwurfsabteilung für Kompressoren, bevor er an der Universität Cambridge (Trinity Hall) Ingenieurwissenschaft studierte mit dem Bachelor- und Master-Abschluss 1958. Es folgte 1963 eine Promotion in Magnetohydrodynamik in Cambridge, wo er bis 1963 Research Fellow war. 1962 war er als Sloan Fellow am Massachusetts Institute of Technology. 1964/65 arbeitete er als Ökonom für den Gewerkschaftskongress und war danach leitender Mathematiker bei Hawker Siddeley Dynamics in Coventry. 1966 ging er in die USA in die Aerodynamik Abteilung von Grumman Aerospace in New York. Dort befasste er sich mit der numerischen Berechnung transsonischer Strömung, was er ab 1972 am Courant Institute of Mathematical Sciences of New York University fortsetzte. 1972 wurde er Professor für Informatik an der New York University und 1980 Professor für Flugzeugtechnik an der Princeton University, ab 1982 als James S. McDonnell Distinguished University Professor. 1986 bis 1988 war er in Princeton Leiter des Programms für Angewandte und Numerische Mathematik. Seit 1997 ist er Thomas V. Jones Professor an der Stanford University.
Er ist für Arbeiten in der numerischen Strömungsmechanik von Flugzeugen bekannt, speziell im Übergangsbereich zum Überschall (transsonisch). Von ihm stammen die in der Flugzeugindustrie weit verbreiteten FLO, SYNC und AIRPLANE-Quellcodes für numerische Strömungsmechanik. Er entwickelte eine Reihe neuer Methoden der Lösung der Euler-Gleichung und der Navier-Stokes-Gleichungen (mit kompressibler Strömung) wie ein Mehrgitterverfahren für die Lösung von Problemen stationärer Strömung und ein Dual Time-Schritt-Verfahren für instationäre Strömung.
Er erhielt 1980 die NASA Medal for Exceptional Scientific Achievement, 1988 die Goldmedaille der British Royal Aeronautical Society, 1995 die Spirit of St. Louis Medal der ASME, 2005 den Fluid Dynamics Award der Association for Computational Mechanics, 2006 den Elmer A. Sperry Award und er ist Honorary Fellow des Trinity College in Cambridge. Er ist Ehrendoktor der Universität Paris (2001) und Uppsala (2002).
Er ist Fellow der Royal Society (1995), der National Academy of Engineering (1997), der Royal Academy of Engineering (2005) und des American Institute of Aeronautics and Astronautics, deren Fluid Dynamics Award er 1993 erhielt. 1986 erhielt er eine Ehrenprofessur an der Polytechnischen Universität Nordwestchinas in Xi’an, Volksrepublik China.